# باتشتین
باتشتین (به چکی: Bačetín) یک منطقهٔ مسکونی در جمهوری چک است که در ناحیه ریخنوف ناد کنیژنوو واقع شده‌است.